# 德劲
深圳市德劲电子有限公司是一家位于广东深圳的消费类电子产品制造商，创立于1996年，主要产品为德劲牌（DEGEN）收音机和周边产品。常被与德生收音机一同比较，称为“两德”。

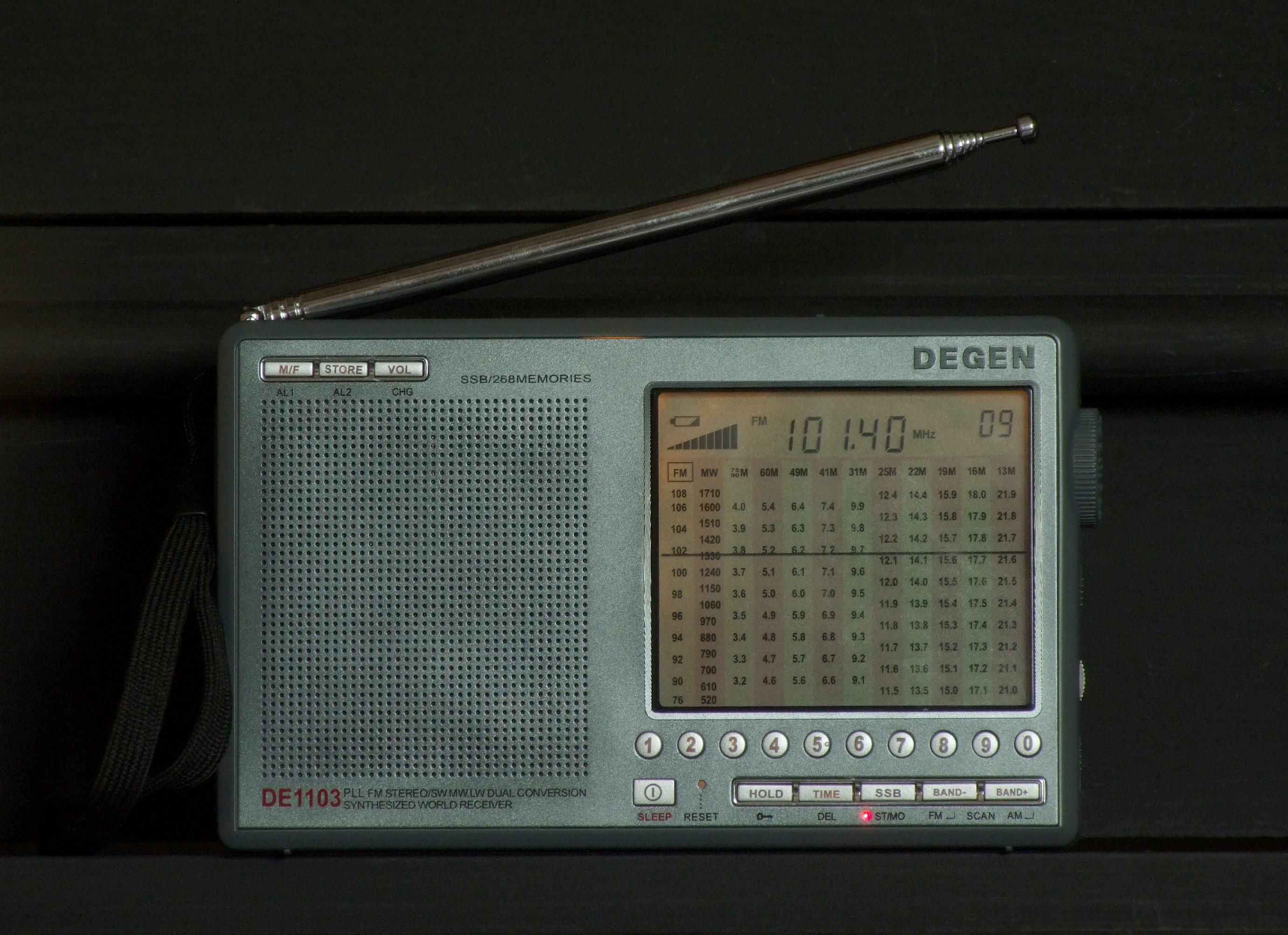
德劲DE1103收音机（二次变频版）

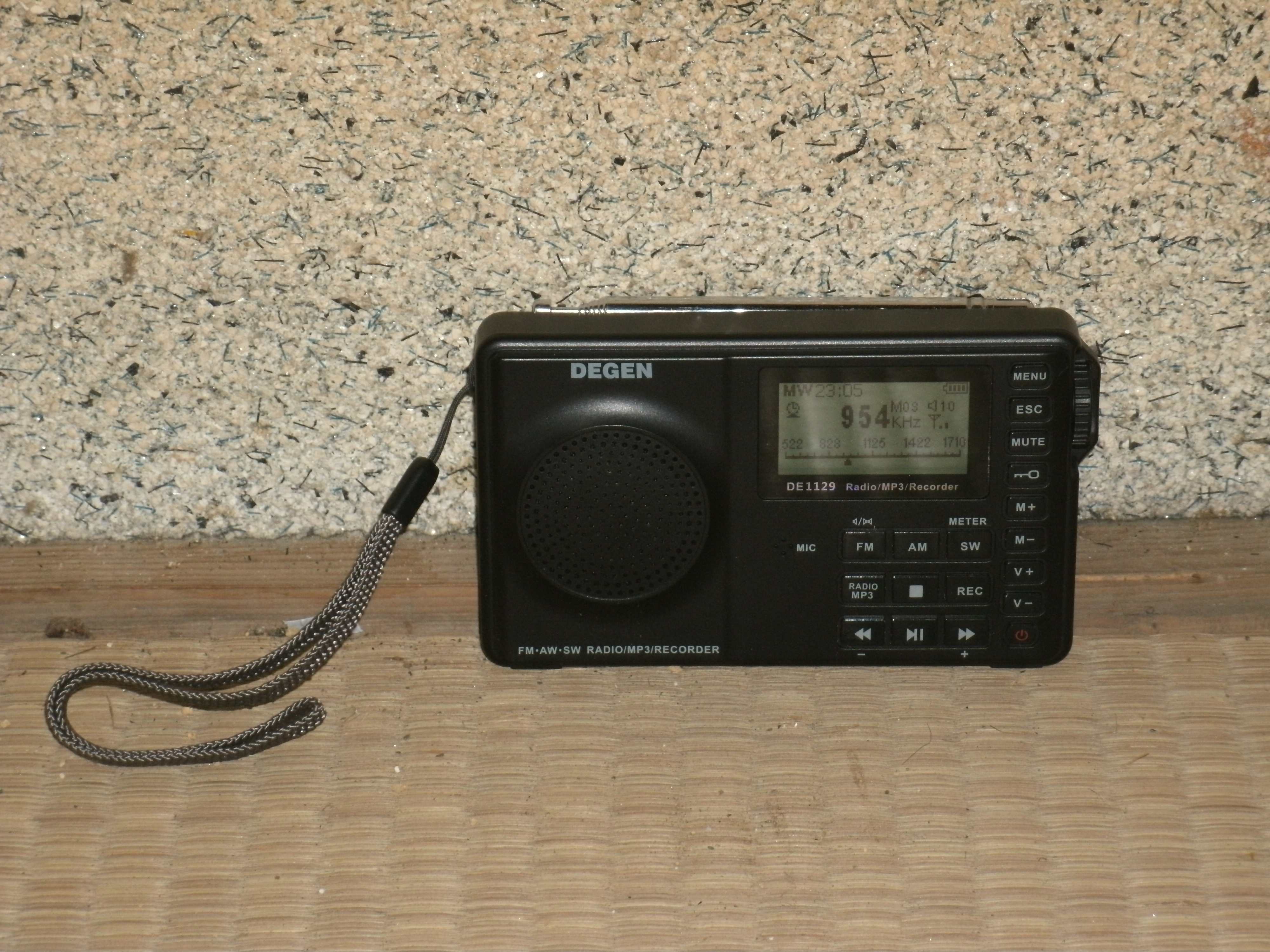
德劲DE1129收音机